# Badminton Federatie Georgië
Badminton Federatie Georgië (lokaal: Georgian Badminton Federation) is de nationale badmintonbond van Georgië.
De huidige president van de Georgische bond is Tinatin Baghashvili. Anno 2015 telde de bond 155 leden, allemaal toebehorend aan één badmintonclub. De bond is sinds 1992 aangesloten bij de Europese Bond.